# Up All Night Tour
Up All Night Tour  var den første koncertturné af engelsk-irske boyband One Direction, hvor de sang sange fra deres debutalbum, Up All Night (2011). Den begyndte i december 2011 og var One Direction første turné efter at være blevet dannet i den syvende sæson af X Factor i England, og underskrev en pladekontrakt med SYCO Records. Koncertturnéen blev annonceret i september 2011, hvor de indledende britiske og irske datoer bliver afsløret. Koncertturnéen blev forvaltet af Modest! Management. Showene blev bakket op af en fire-mand stor band, og de kreative vurderinger blev håndteret af Caroline Watson og Lou Teasdale. Efter den indledende koncertturné blev koncertturnéen, på grund af den internationale efterspørgsel, forlænget med shows i Oceanien og Nordamerika. I sidste ende spillede de over 60 koncerter i Europa, Oceanien og Nordamerika.
Setlisten omfattede sange fra One Direction debutalbum og fem covers. Kommentatorer roste One Direction syngeevner og scenetilstedeværelse, og produktionen af showet. Up All Night Tour var en kommerciel succes, med ekstra eftermiddag og aften shows.  En optagelse af Up All Night Tour blev filmet i løbet af januar 2012 på International Centre i Bournemouth. Envideoalbum, der dokumenterede hele koncerten med klip backstage, Up All Night: Live Tour, blev udgivet på DVD i maj 2012. DVD'en var en global succes, toppede på hitlisterne i femogtyve lande og fastsætte en hidtil uset amerikansk hitlisterekord. I august 2012 havde den videoalbummet solgte over en million eksemplarer på verdensplan.

## Sætliste
1. "Na Na Na"
2. "Stand Up"
3. "I Wish"
4. Medley: "I Gotta Feeling" / "Stereo Hearts" / "Valerie" / "Torn"
5. "Moments"
6. "Gotta Be You"
7. "More than This"
8. "Up All Night"
9. "Tell Me a Lie"
10. "Everything About You"
11. "Use Somebody"
12. "One Thing"
13. "Save You Tonight"
14. "What Makes You Beautiful"

Encore
1. "I Want"

Kilde:

Bemærkninger
- Under koncerten på The Theatre i Honda Center, udførte Horan en coverversion af Ed Sheeran's "The A Team".[7]